# 4비트 컴퓨팅
컴퓨터 구조에서 4비트 정수, 메모리 주소, 다른 데이터 장치들은 4 비트 너비의 영역을 갖는다. 또, 4비트 CPU, ALU 구조는 이러한 크기의 레지스터, 주소 버스, 데이터 버스에 기반을 두고 있다. 세계 최초의 상업용 단일 칩 마이크로프로세서였던 인텔 4004은 4비트 CPU였다. (F14 CADC가 4004가 나오기 한 해 전에 만들어지긴 했지만 1997년까지 존재 자체만 분류되었다) 또, HP48 새턴 프로세서 (일반적으로 공학 계산기로 쓰임)는 기본적으로 4비트 기기였지만 20비트 메모리 어드레싱과 같은 여러 개의 워드를 함께 제어할 수 있었다.
1970년대에 4비트 응용 소프트웨어가 포켓 계산기와 같은 크기가 큰 시장에 등장하기 시작했다.
4비트와 함께 16개의 다른 값을 만들어 낼 수 있다. 이 모든 16진수는 4비트로 작성할 수 있다.
| 이진값 | 팔진값 | 십진값 | 십육진값 |
| ------ | ------ | ------ | -------- |
| 0000   | 0      | 0      | 0        |
| 0001   | 1      | 1      | 1        |
| 0010   | 2      | 2      | 2        |
| 0011   | 3      | 3      | 3        |
| 0100   | 4      | 4      | 4        |
| 0101   | 5      | 5      | 5        |
| 0110   | 6      | 6      | 6        |
| 0111   | 7      | 7      | 7        |
| 1000   | 10     | 8      | 8        |
| 1001   | 11     | 9      | 9        |
| 1010   | 12     | 10     | A        |
| 1011   | 13     | 11     | B        |
| 1100   | 14     | 12     | C        |
| 1101   | 15     | 13     | D        |
| 1110   | 16     | 14     | E        |
| 1111   | 17     | 15     | F        |

## 4비트 프로세서 목록
- 인텔 4004
- 인텔 4040
- Atmel MARC4 코어
- 도시바 TLCS-47 시리즈